# Бойд, Бриттани
Бриттани Бойд (англ. Brittany Boyd; род. 11 июня 1993 в Ричмонде, Калифорния) — американская профессиональная баскетболистка, которая выступает в женской национальной баскетбольной ассоциации за клуб «Чикаго Скай». Была выбрана на драфте ВНБА 2015 года в первом раунде под девятым номером командой «Нью-Йорк Либерти». Играет в амплуа разыгрывающего защитника.

## Ранние годы
Бриттани Бойд родилась 11 июня 1993 года в городе Ричмонд (штат Калифорния), дочь Дешона Бойда, а училась она в соседнем городе Беркли в одноимённой средней школе, в которой выступала за местную баскетбольную команду.